# Al-Hol
Al-Hol (en arabe : الهول, littéralement « marais »), également orthographié al-Howl et al-Houl, est une ville dans le gouvernorat de Hassaké, dans le nord-est de la Syrie.

## Géographie
La ville d'Al-Hol est située à 40 kilomètres à l'est de la ville de Hassaké, et à 13 km de la frontière irako-syrienne.
Le lac Khatuniya d'environ 3 km² de superficie est situé à 6 kilomètres, à l'est d'Al-Hol.

## Historique

### Camp de réfugiés d'Al-Hol
Au début de 1991, au cours de la guerre du Golfe, l'UNHCR établit un camp de réfugiés dans la banlieue sud d'Al-Hol, qui est exploité en collaboration avec le gouvernement syrien. À la suite de la guerre d'Irak en 2003, le camp de réfugiés d'Al-Hol est rouvert plus tard en tant que l'un des trois camps à la frontière irako-syrienne, lorsque l'Irak sous l'occupation américaine expulse de force des milliers de Palestiniens, y compris ceux qui ont fui le Koweït en 1991 pendant la guerre du Golfe.

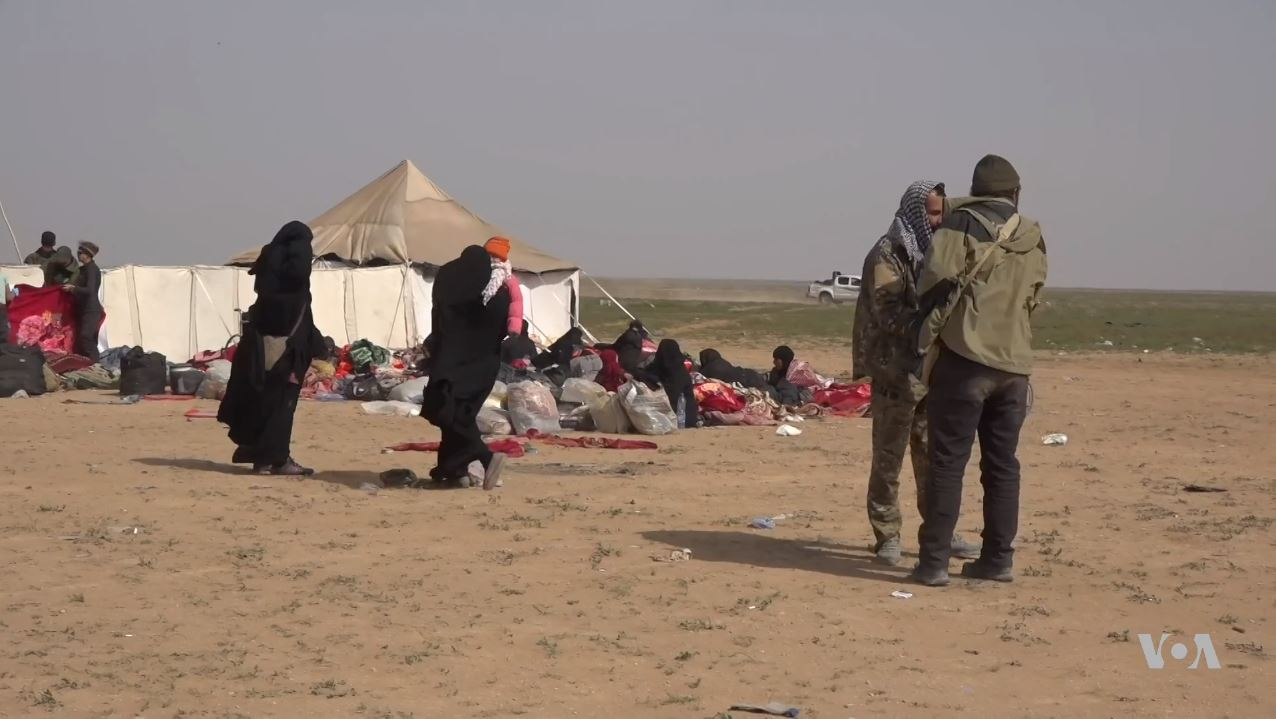
Femmes et enfants réfugiés et combattants des Forces démocratiques syriennes à al-Hol, le 11 mars 2019.

Fin 2018 et début 2019, une offensive des Forces démocratiques syriennes contre l'État islamique provoque la fuite de plusieurs dizaines de milliers d'hommes, de femmes et d'enfants, dont de nombreux membres des familles des combattants de l'EI. Alors que les hommes sont envoyés dans différentes prisons, les femmes et les enfants sont transportés par camions au camp de réfugiés d'al-Hol, dont la population passe de 10 000 en décembre 2018 à 72 000 (dont 41 000 enfants) vers la fin mars 2019,. Selon les FDS, parmi ces derniers figurent 9 000 étrangers, dont 2 500 femmes et 6 500 enfants, à la mi-mars 2019 (le nombre passe à 11 000 étrangers, dont 7 000 mineurs en juillet 2019), qui sont séparés du reste des réfugiés et placés dans une zone appelée l'« annexe », délimitée par des grillages,,. Les 70 000 Syriens et Irakiens vivant dans le camp principal sont quant à eux considérés comme des civils par les autorités kurdes. Les déplacés s'entassent dans des conditions misérables, sans aide de la communauté internationale selon le Comité international de la Croix-Rouge (CICR) et manquant de nourriture et de soins,. Selon le Comité international de secours, au moins 140 personnes, surtout des enfants, meurent entre décembre 2018 et mars 2019 lors de leur transport vers al-Hol ou juste après leur arrivée. L'ONG Save the Children affirme que près d'un tiers des enfants de moins de cinq ans reçus par ses équipes souffrent d'une malnutrition aiguë.
Des tensions sont également observés à l'intérieur du camp, tant parmi les Syriennes et les Irakiennes que les étrangères, entre « radicales et ultra-radicales »,,. Devant les autorités kurdes et les journalistes, certaines femmes font part de leurs regrets d'avoir rallié l'État islamique, tandis que d'autres continuent d'afficher ouvertement leur soutien au califat,,,. Le 15 juillet 2019, une vidéo diffusée sur internet montre un enfant accrochant le drapeau de l'État islamique en haut d’un pylône, sous les acclamations des femmes en niqab noir,.
Le 1er avril 2019, la France annonce un million d'euros d’aide humanitaire pour les camps de déplacés du nord-est de la Syrie, et particulièrement pour celui d'al-Hol.
Le 11 avril 2019, les autorités du Rojava annoncent avoir conclu un accord avec le gouvernement de Bagdad pour rapatrier 31 000 réfugiés irakiens, principalement des femmes et des enfants.
Au cours de l'année 2019, 517 personnes, dont 371 enfants, trouvent la mort dans le camp d'al-Hol.

### Guerre civile syrienne
Les djihadistes l'État islamique s'emparent d'al-Hol vers fin de 2013 ou début 2014. La ville est ensuite prise par les Forces démocratiques syriennes (FDS) le 12 novembre 2015,.